# Jaroslav Malina (výtvarník)
Jaroslav Malina (5. prosince 1937, Praha – 14. května 2016, České Budějovice) byl český malíř, grafik, scénograf a pedagog.

## Život
Jaroslav Malina studoval v letech 1952 až 1957 soukromě u profesora Zdenka Sklenáře a poté výtvarnou výchovu na Pedagogické fakultě Karlovy university. V letech 1961 až 1964 studoval na scénografii na Divadelní fakultě Akademie múzických umění.
 Od roku 1990 do roku 2000 na této škole sám vyučoval a byl jmenován profesorem. Zemřel 14. května 2016 na infarkt myokardu.

### Reference

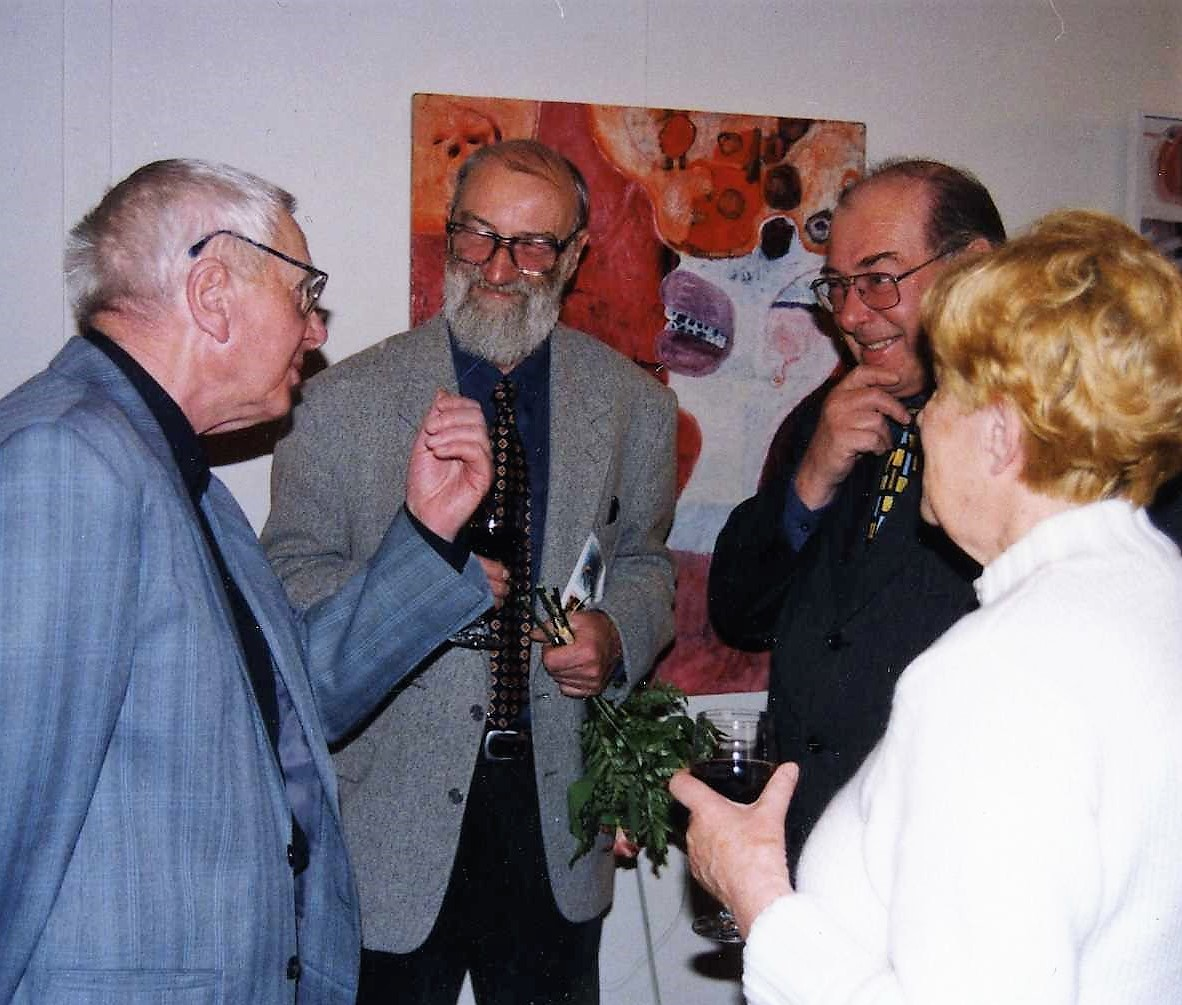
J. Malina na své výstavě v Muzeu umění a designu Benešov (2004, uprostřed)